# Museum Bielsko-Biała

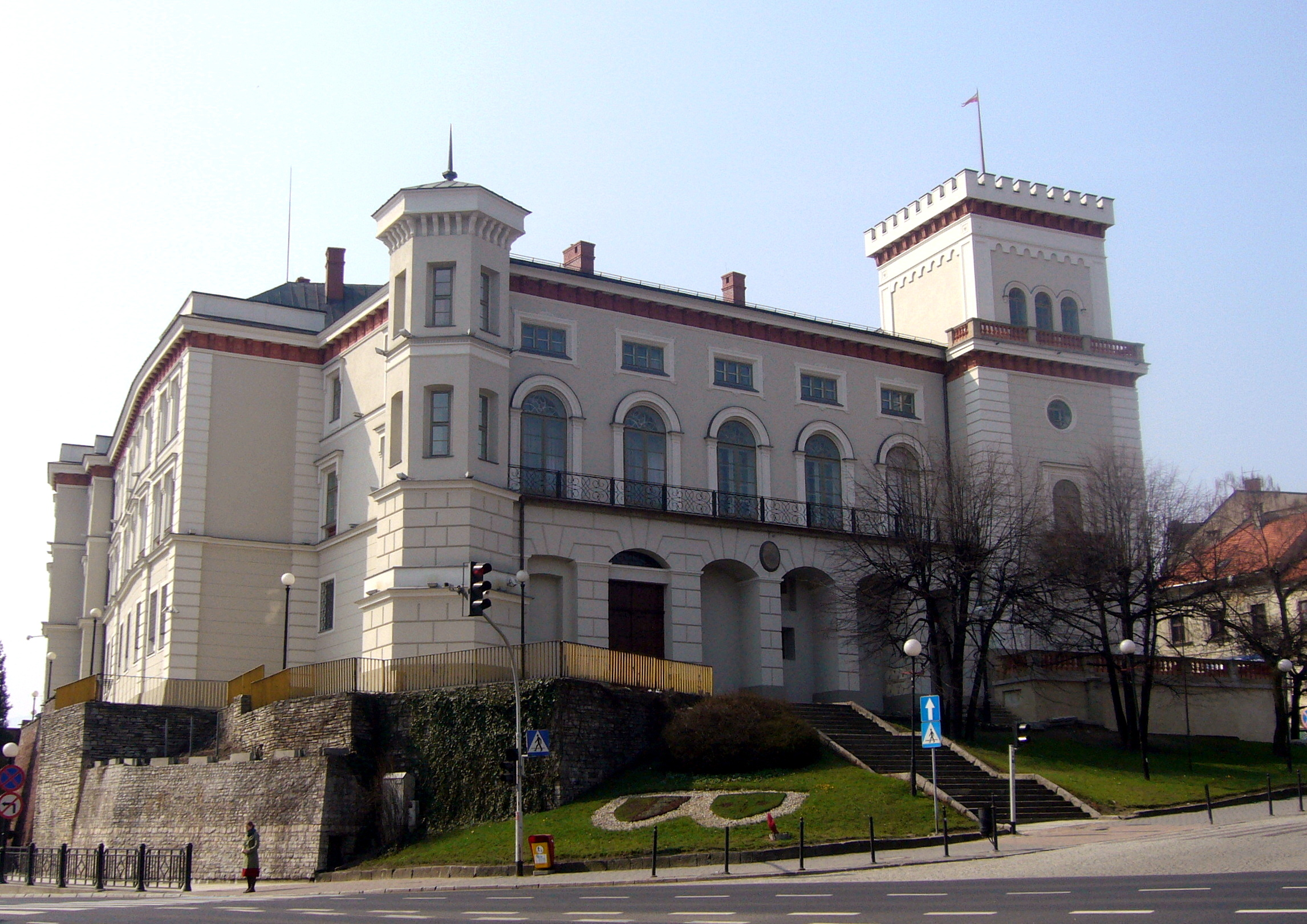
Bild des Schlosses

Das Museum in Bielsko-Biała befindet sich im historischen Sułkowski-Schloss in Bielsko, Polen (deutsch Bielitz).
Seit den 1970er Jahren sind einige Filialen dazugekommen: das Julian-Fałat-Museum in Bystra Śląska, das Museum der Technik und Textilindustrie sowie das Tuchmacherhaus.

## Geschichte des Schlosses
Das Schloss im Stadtzentrum erhebt sich mit seinem Zinnenturm als größtes und ältestes Bauwerk über der historischen Altstadt von Bielsko. Nach einer Legende soll an seiner Stelle einst eine kleine Burg gestanden haben, von der aus Raubritter reisende Kaufleute überfielen. Der Ratiborer Herzog Kasimir I. († 1229/30) soll diese Burg erobert, die Raubritter ausgerottet und an dieser Stelle ein Jagdschlösschen errichtet haben. In der Nachbarschaft der Burg hat sich aus der ursprünglichen bäuerlichen Siedlung Altbielitz (Stare Bielsko) die Stadt Bielitz entwickelt. Die ältesten Teile des Schlosses stammen aus der zweiten Hälfte des 14. Jahrhunderts. In den nächsten Jahrhunderten wurde das Schloss nach und nach ausgebaut und umgestaltet. Es stellt sich als ein Typus des Stadtschlosses dar, das von allem Anfang an in die Stadtbefestigung von Bielitz einbezogen war und zugleich ihren stärksten Verteidigungspunkt bildete.
Jahrhundertelang spielte das Schloss die Rolle der schlesischen Grenzfestung. Zuerst verteidigte es die Grenze zwischen den Herzogtümern Teschen und Auschwitz. Seit der Mitte des 15. Jahrhunderts war hier die Staatsgrenze zwischen Polen und Böhmen, dessen Könige ab 1526 die Habsburger waren. Seit dem Ende des 16. Jahrhunderts schwand die Verteidigungsfunktion des Schlosses, das nachfolgend als Residenz der Herzöge von Bielitz diente. Das heutige Aussehen des Schlosses stammt aus der Zeit seines letzten großen Umbaus in den 50er und 60er Jahren des 19. Jahrhunderts, der seine früheren stilistischen Merkmale vollständig verwischte.
In den Jahren 1899–1973 stand an Stelle der heute von der östlichen Seite sichtbaren Stützmauer eine lange Reihe von Geschäften, der so genannte Schlossbasar mit dem „hohen Trottoir“, der einen effektvollen architektonischen Unterbau des Schlossgebäudes bildete. Dieser wurde bei der Verbreiterung der Ulica Zamkowa (Schlossstraße) vollständig abgerissen. Das von den piastischen Herzögen von Teschen erbaute Schloss diente über zwei Jahrhunderte lang als einer ihrer Sitze. Seit 1572 war es das Verwaltungszentrum und der wirtschaftliche Mittelpunkt einer selbständigen, von Teschen abgetrennten Minderstandsherrschaft Bielitz, die nacheinander im Besitz der Familien Promnitz, Schaffgotsch, Sunnegh, Solms und Haugwitz war. Im Jahre 1751 wurde die Minderstandesherrschaft Bielitz von Königin Maria Theresia zur Freien Standesherrschaft, 1752 zum Fürstentum erhoben, das vorher von Aleksander Józef Sułkowski erworben worden war. Zwei Jahre später erfolgte die Erhebung zum Herzogtum Bielitz. Das Herzogtum Bielitz bestand bis 1849 und wurde nach der Verwaltungseinteilung der Bezirkshauptmannschaft Bielitz eingegliedert. 1920 fiel Bielitz an Polen. Das Schloss selbst sowie seine zahlreichen Güter in der Stadt und Umgebung blieben bis zum Jahre 1945 im Besitz der Familie Sułkowski. Nach dem Zweiten Weltkrieg wurde das Schloss als „ehemals deutsches Eigentum“, durch den polnischen Staat konfisziert und diente dann jahrelang als Sitz verschiedener Kulturinstitutionen. Seit 1983 ist sein einziger Benutzer das Museum, das der schlesischen Landesregierung in Kattowitz untersteht.

### Ausstellung

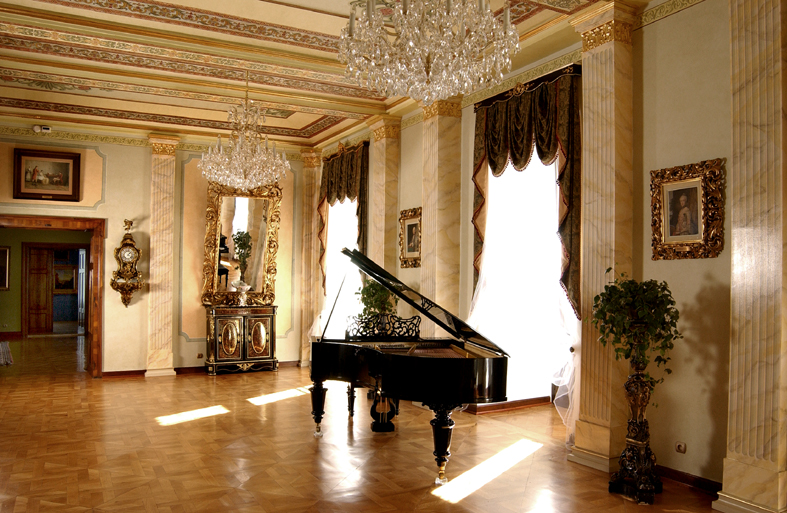
Der Musiksalon im Schloss zu Bielsko

Die Ausstellung umfasst eine Reihe von Räumen im ersten Stock des Gebäudes. Der Zugang zur Ausstellung führt durch das Vestibül aus dem 19. Jahrhundert, das 2001 renoviert wurde. Im Westflügel des Schlosses befinden sich das Jagdzimmer und die Rüstkammer. In den Räumen des Südflügels ist der Teil der Ausstellung untergebracht, der die Geschichte der Stadt und des Schlosses betrifft sowie den Handwerkstraditionen von Bielitz und Biala gewidmet ist. Daneben befinden sich der Konzertsaal und das Biedermeierzimmer. Eine besondere Zierde der Exposition bilden die alten Kachelöfen aus dem 18. und 19. Jahrhundert.
Im Ostflügel befindet sich eine Gemäldegalerie. Hier werden die realistische und akademische Malerei des 19. Jahrhunderts, Malerei der Jugendstilzeit, Werke der in der Zwischenkriegszeit mit Bielitz-Biala verbundenen Künstler sowie Arbeiten von hiesigen Künstlern aus den Jahren nach dem Zweiten Weltkrieg gezeigt. Der Saal der polnischen Kunst in Zaolzie (das westliche Gebiet des nach dem Ersten Weltkrieg geteilten Teschener Schlesiens) zeigt Werke der in der Tschechischen Republik arbeitenden polnischen Künstler. Im Korridor an der Hofseite werden eine Graphiksammlung von Künstlern aus dem Anfang des 20. Jahrhunderts sowie zahlreiche Porträts von Bewohnern aus Bielitz und Biala aus den 19. und 20. Jahrhundert gezeigt. Im Erdgeschoss des Schlosses befinden sich außerdem drei Gewölbe, in denen Sonderausstellungen des Museums stattfinden.

## Geschichte
Das Museum setzt museale Traditionen fort, die in den ersten Jahren des 20. Jahrhunderts ihren Anfang hatten. Damals riefen die Behörden der in Österreich-Ungarn liegenden schlesischen Stadt Bielitz (Bielsko) und der galizischen Stadt Biala zwei selbständige Museen ins Leben.
Das ältere war das Museum in Biala, das auf Anregung des Gymnasialprofessors in Bielitz, Erwin Hanslik, durch einen Gemeinderatsbeschluss vom 19. Dezember 1902 gegründet wurde. Zur selben Zeit trat beim Gemeinderat der Nachbarstadt Bielitz mit ähnlicher Initiative der dortige evangelische Pfarrer Arthur Schmidt auf. Auf seinen Antrag wurde in den folgenden Monaten in Bielitz-Biala und Umgebung eine große Sammelaktion von Andenken mit musealem Wert durchgeführt. Das Ergebnis war im Juni 1903 die Ausstellung von „hiesigen Altertümlichkeiten“ in den Räumen der Schießstätte in Bielitz. Einige Monate später rief der Bielitzer Gemeinderat das Stadtmuseum in Bielitz ins Leben. Es vergingen dann aber noch einige Monate, ehe die beiden Museen in Bielitz und in Biala für das Publikum eröffnet wurden. Das Museum in Biala wurde am 3. Dezember 1904 in einigen Räumen des Rathauses im damaligen Sparkassengebäude eröffnet. Es fungierte hier bis 1920, als seine Tätigkeit eingestellt, die Sammlung in einem Zimmer einmagaziniert und die Lokalitäten anderen Zwecken zugeführt wurden. Erst im Jahre 1932 wurde das Museum wieder eröffnet, diesmal in den Souterrainräumen des Bialaer Rathauses, wo es bis zum Ausbruch des Zweiten Weltkriegs tätig war. Dann wurde es geschlossen.
Das Museum öffnete seine Pforten für das Publikum am 25. Februar 1906 im sogenannten „Alten Rathaus“, Ringplatz 9, wo es ununterbrochen bis 1941 fungierte. Dank der Bemühungen seines Kustoden, des Schornsteinfegermeisters Eduard Schnack, wurden in den zwei Jahrzehnten zwischen den beiden Weltkriegen die Ausstellungen des Museums wesentlich ausgebaut. Es war damals eines der größeren Regionalmuseen in Polen, das drittgrößte in Schlesien, nach den Museen in Katowitz und Teschen.
Im Jahre 1941 vereinigte die deutsche Kreisleitung des Landkreises Bielitz die beiden Museen zu einem  Heimatmuseum, das in Biala, im ehemaligen Zunfthaus der Tuchmacher am Franzensplatz, dem heutigen Plac Wolności, untergebracht wurde. Hier war das Museum bis zum Februar 1945 tätig. Nach Besetzung der Stadt durch sowjetische Truppen wurde seine Sammlung teilweise vernichtet und ausgeplündert.
1945 fasste man den Beschluss, die Tätigkeit des Museums wieder aufzunehmen. Das Stadtmuseum in Bielitz wurde für das Publikum am 14. Februar 1947 eröffnet. Seit den 1970er Jahren sind einige Filialen dazugekommen: das Julian-Fałat-Museum in Bystra Śląska (1973), das Museum der Textiltechnik (1979, heute Museum der Technik und Textilindustrie) sowie das „Tuchmacherhaus“ (1992). Seit Anfang 2001 heißt das Museum „Muzeum w Bielsku-Białej“ (Museum in Bielitz-Biala).

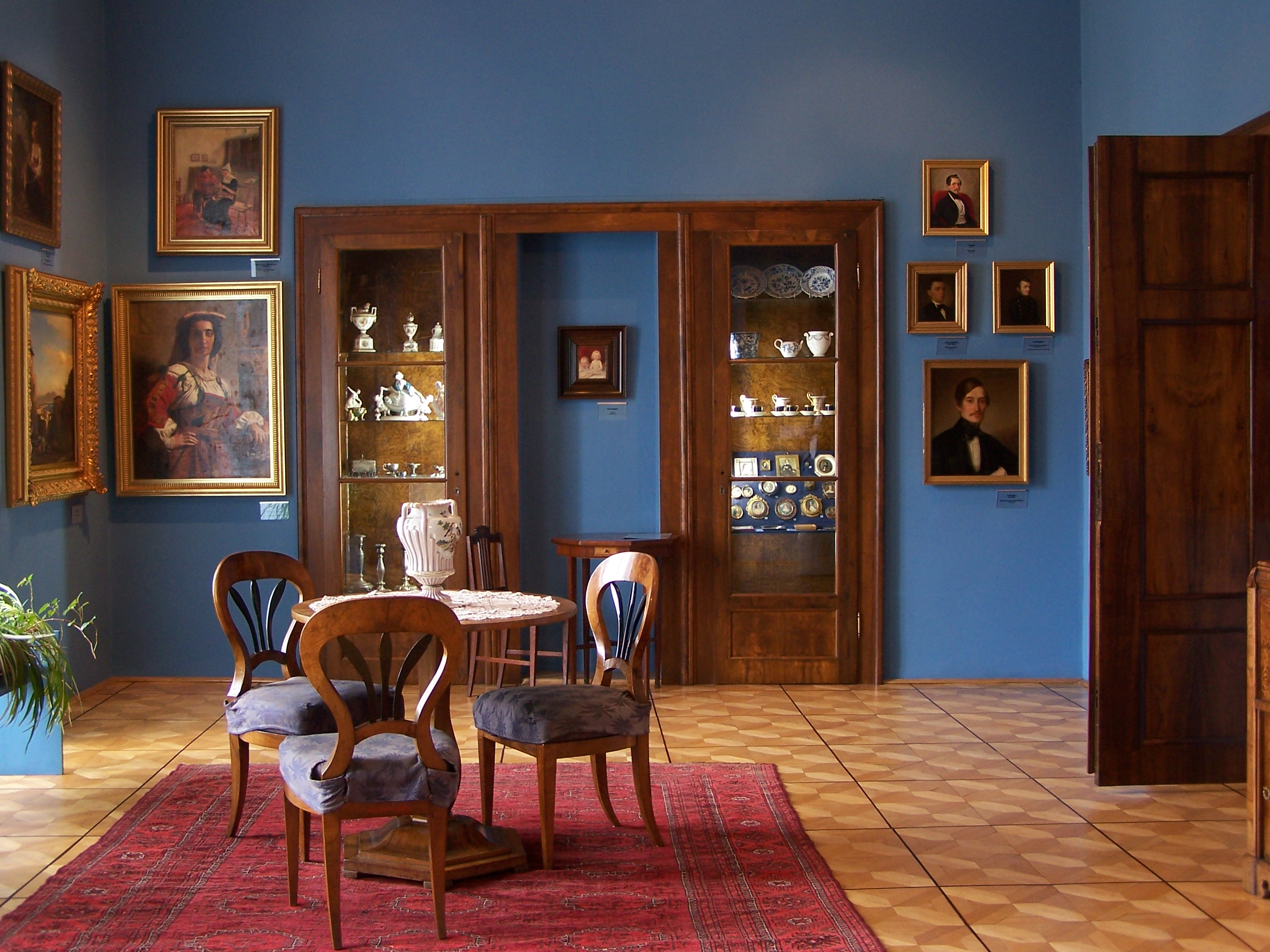
Der „Blaue Salon“
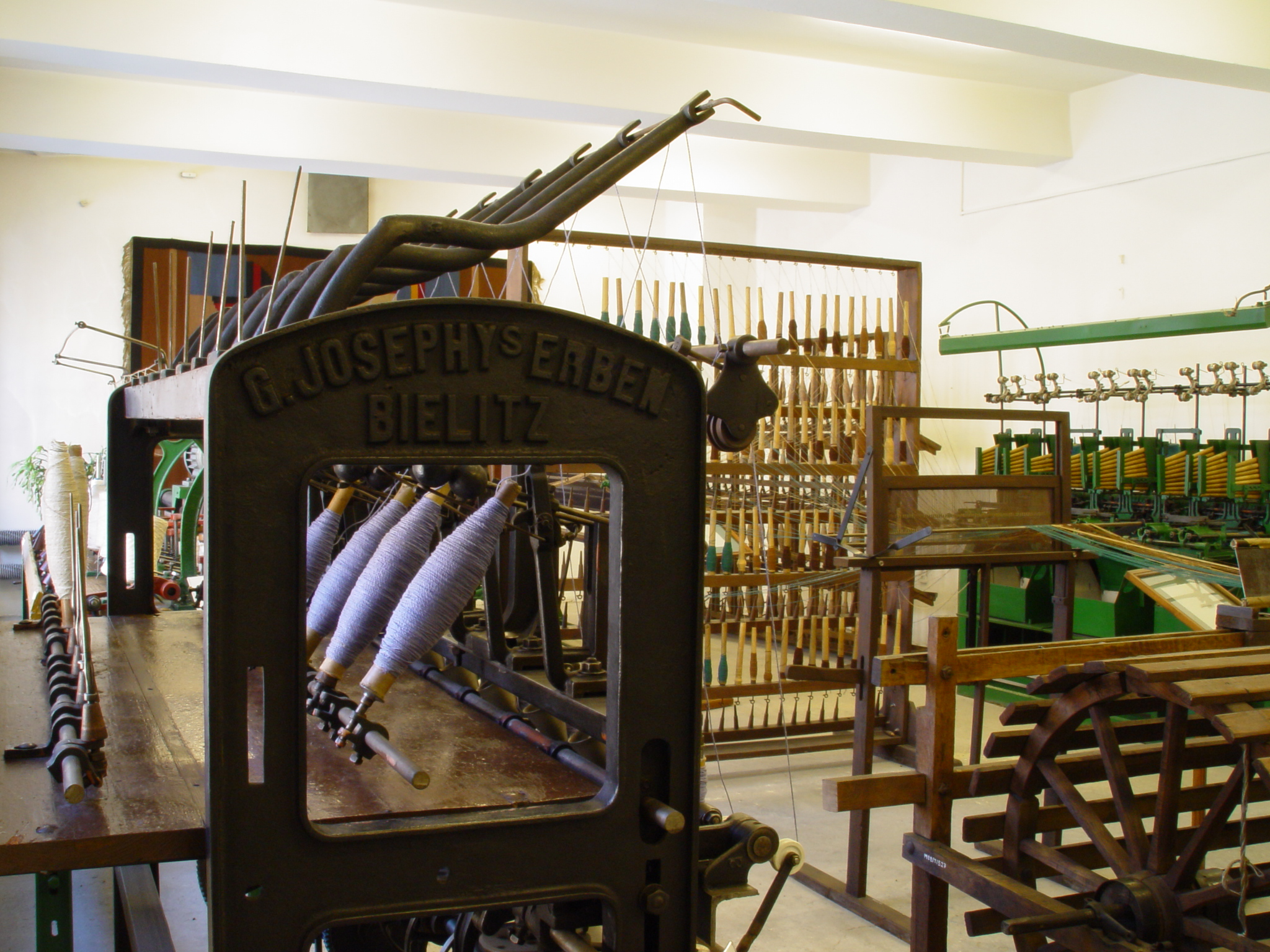
Museum der Technik und Textilindustrie
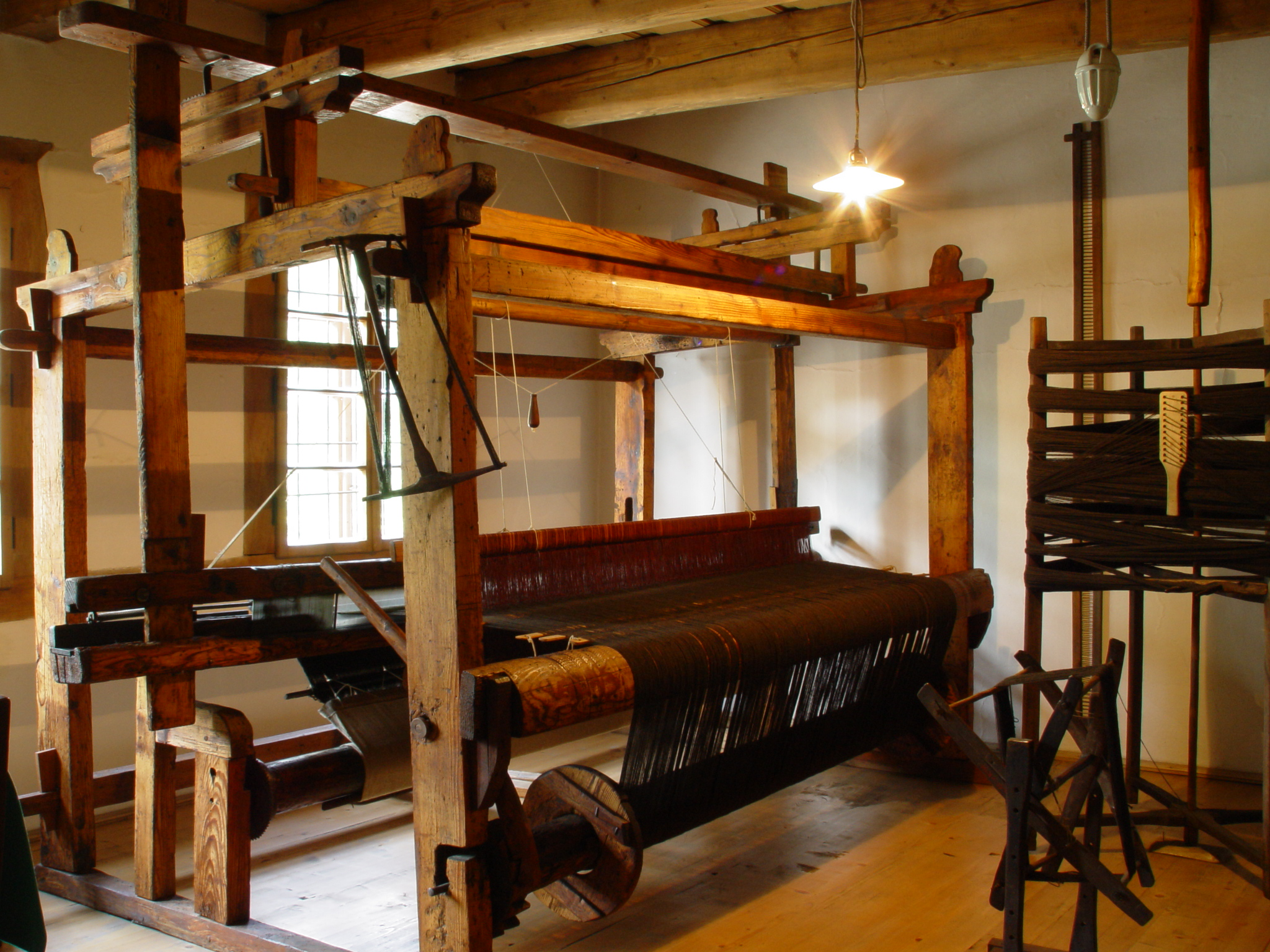
„Tuchmacherhaus“
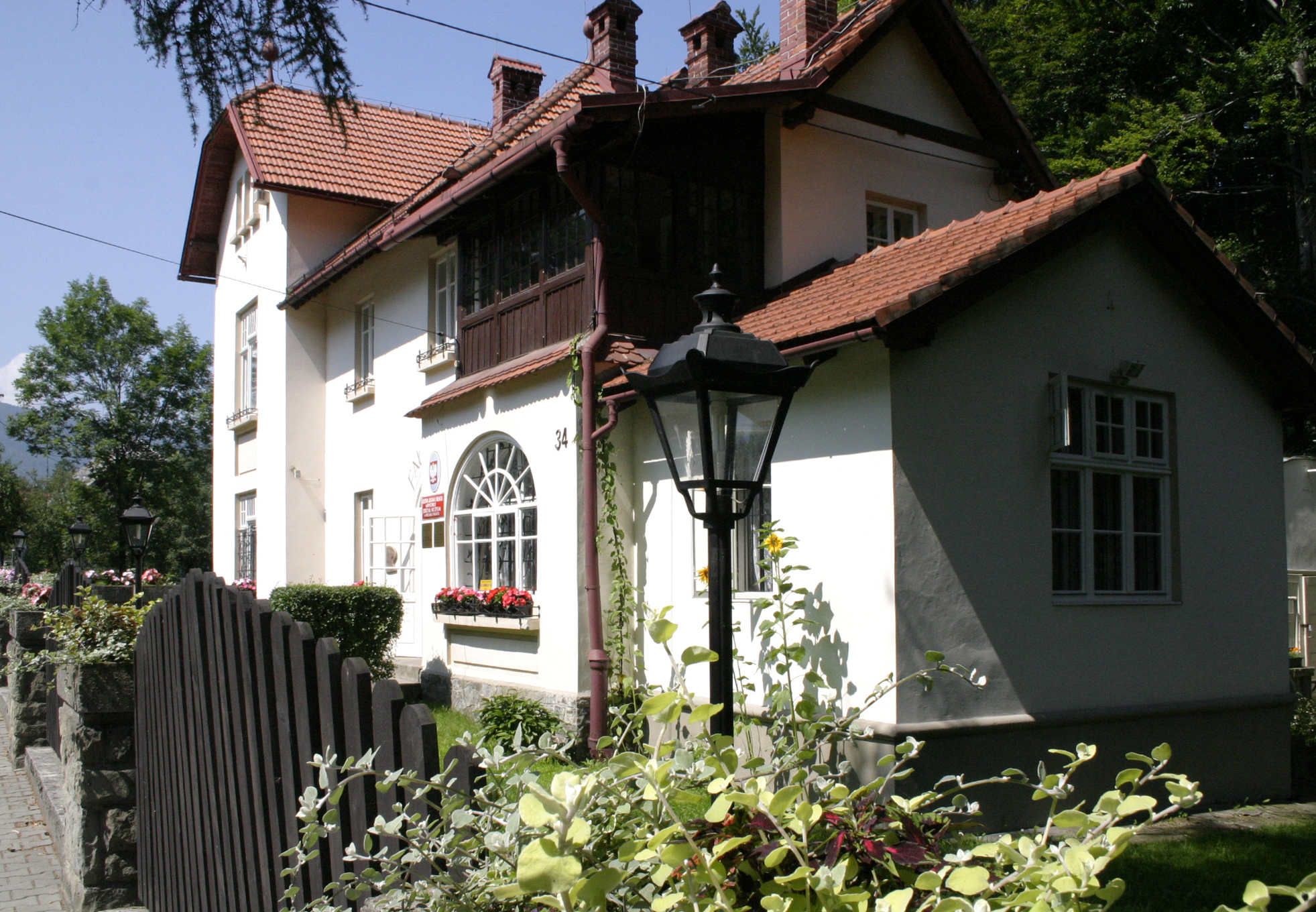
Julian-Fałat-Museum
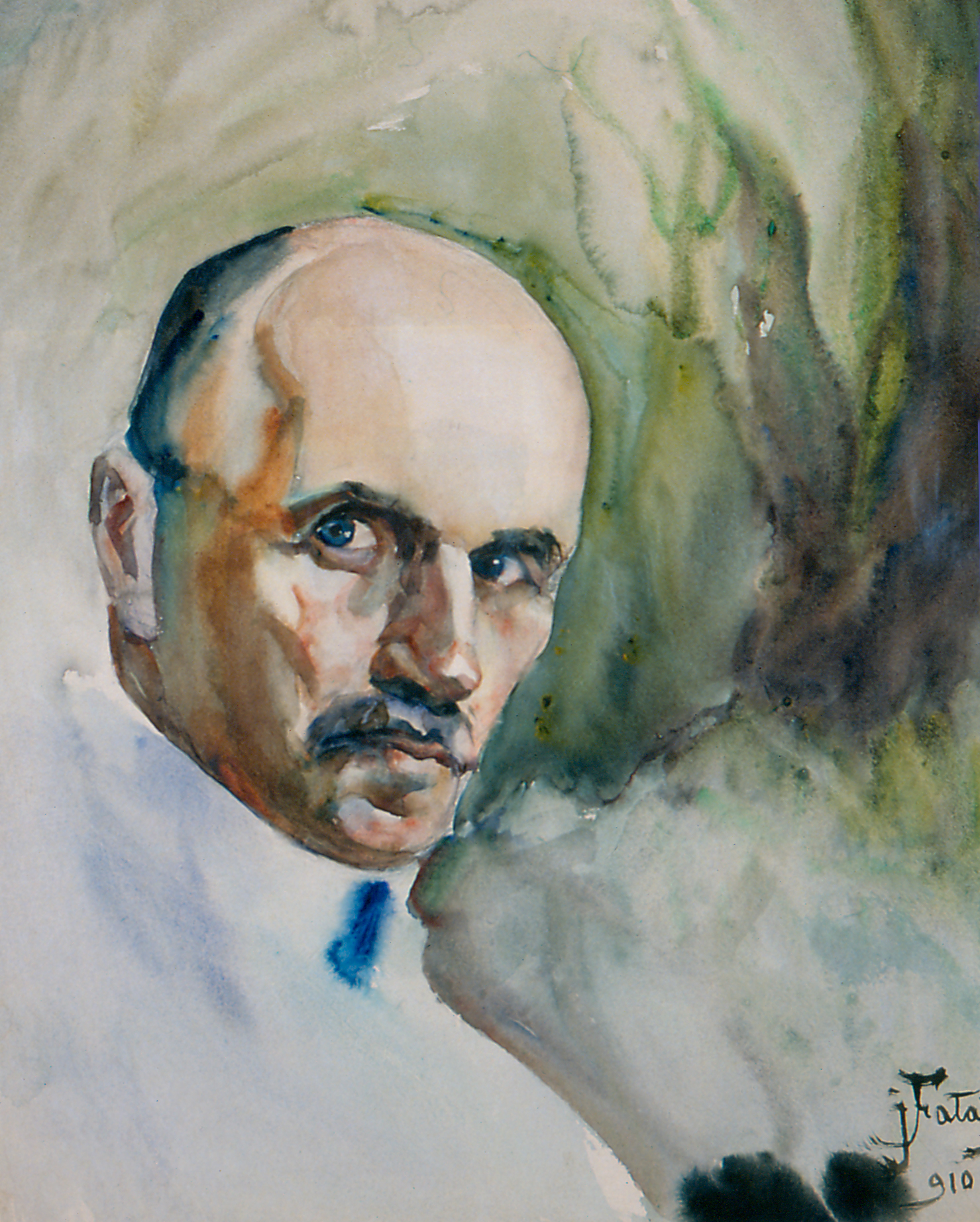
Julian Fałat